# Zhoukou
Zhoukou (周口 ; pinyin : Zhōukǒu) est une ville de l'est de la province du Henan en Chine.

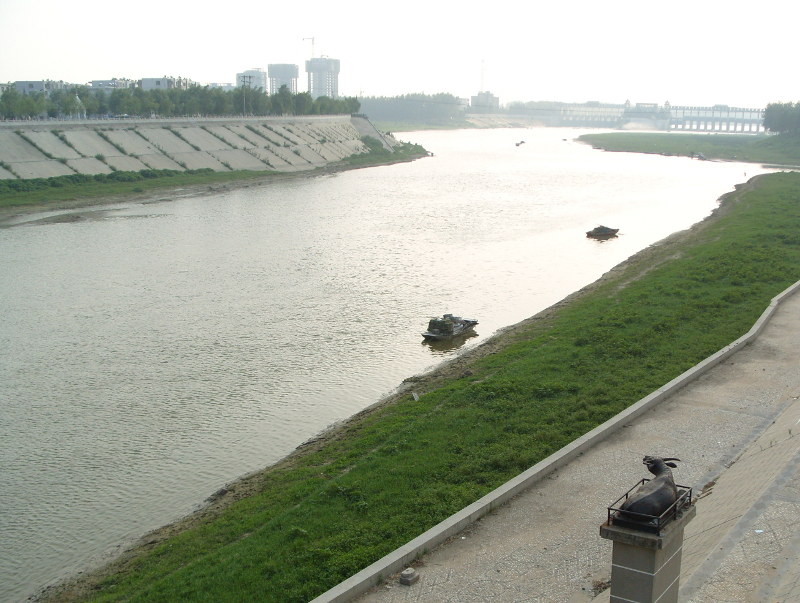
Rivière Shaying près du centre-ville de la ville de Zhoukou

## Subdivisions administratives
La ville-préfecture de Zhoukou exerce sa juridiction sur dix subdivisions - un district, une ville-district et huit xian :
- le district de Chuanhui - 川汇区 Chuānhuì Qū ;
- la ville de Xiangcheng - 项城市 Xiàngchéng Shì ;
- le xian de Fugou - 扶沟县 Fúgōu Xiàn ;
- le xian de Xihua - 西华县 Xīhuá Xiàn ;
- le xian de Shangshui - 商水县 Shāngshuǐ Xiàn ;
- le xian de Taikang - 太康县 Tàikāng Xiàn ;
- le xian de Luyi - 鹿邑县 Lùyì Xiàn ;
- le xian de Dancheng - 郸城县 Dānchéng Xiàn ;
- le xian de Huaiyang - 淮阳县 Huáiyáng Xiàn ;
- le xian de Shenqiu - 沈丘县 Shěnqiū Xiàn.